# Абий Ахмед Али
Абий Ахмед Али (амх. አብይ አህመድ አሊ, оромо Abiyyi Ahamad Ali; род. 15 августа 1976, Бешаша, Оромия, Эфиопия) — эфиопский политический и государственный деятель, действующий премьер-министр Эфиопии со 2 апреля 2018 года. Лауреат Нобелевской премии мира (2019).

## Биография
Родился в семье мусульманина, принадлежащего к народу оромо, и его четвёртой жены, христианки из амхара. В 1991 году ещё подростком присоединился к силам повстанцев, действовавших против режима Менгисту Хайле Мариама, вступив в ряды Демократической организации народов оромо (членом которой остался и после преобразования её в политическую партию), и после прихода к власти повстанцев во главе с Мелесом Зенауи продолжил службу в рядах вооружённых сил страны. В 1995 году находился в составе миротворческого контингента ООН в Руанде, в 1998—2000 годах участвовал в эфиопо-эритрейском конфликте. Получив образование в области программирования, в 2007 году стал одним из создателей Эфиопского информационного агентства безопасности в сети и заместителем директора этой организации (с 2008 года исполнял обязанности директора), войдя по должности в советы директоров национального оператора связи Ethio telecom и национальной телевизионной компании.
В 2010 году покинул военную службу в чине подполковника и был избран от ДОНО (входящей в состав правящей коалиции — Революционно-демократического фронта эфиопских народов) депутатом нижней палаты парламента — Совета народных представителей. В этом качестве уделял внимание преодолению религиозных конфликтов между христианами и мусульманами, принадлежащими к оромо, а также борьбе с незаконным захватом земель в окрестностях Аддис-Абебы, входящих в состав региона Оромия. В 2014 году был назначен директором Информационного центра науки и технологий, а в 2015 году — министром науки и технологии. В 2016 году Абий Ахмед Али перешёл на пост заместителя президента региона Оромия и главы службы строительного и городского развития Оромии, а в октябре 2017 года стал также главой секретариата ДОНО.
После отставки в феврале 2018 года премьер-министра Хайлемариама Десаленя Абий Ахмед Али, наряду с президентом Оромии и председателем ДОНО Леммой Мегерсой, стал (по ротации входящих в состав РДФЭН этнических политических объединений) основным кандидатом на этот пост. Поскольку Мегерса не был депутатом парламента, 22 февраля ДОНО избрало Абия Ахмеда Али новым председателем. После того, как 27 марта основной соперник Абия Ахмеда Али за пост лидера правящего РДФЭН, заместитель премьер-министра и председатель Национально-демократического движения амхара (также ранее не представленного на посту премьер-министра) Демеке Меконнен снял свою кандидатуру, Абий Ахмед Али был избран подавляющим большинством голосов и 1 апреля был утверждён премьер-министром.
Абий Ахмед Али — первый премьер-министр страны, принадлежащий к народу оромо, протестант по вероисповеданию.

### Премьер-министр Эфиопии
9 июля 2018 года в Асмэре Абий Ахмед Али и президент Эритреи Исайяс Афеворки подписали мирный договор между Эфиопией и Эритреей, который положил конец пограничному конфликту между двумя странами. Были восстановлены дипломатические, культурные и экономические связи Эфиопии с Эритреей.
Сразу после вступления в должность премьер-министра Эфиопии Абий Ахмед Али отменил судебный иммунитет для чиновников, подозреваемых в нарушении прав человека, и освободил из тюремного заключения многих эфиопских политзаключённых, а также произвёл перестановки в высшем военном командовании эфиопской армии, что было негативно воспринято некоторыми представителями высшего генералитета Эфиопии.
Весной 2019 года Абий Ахмед Али объявил о старте национальной экологической кампании «Зелёное наследие», в рамках которой предполагалось высадить 4 млрд деревьев на территории Эфиопии за год. К августу 2019 года по всей стране было высажено уже более 3,5 млрд деревьев.
В июне 2019 года в Эфиопии произошла попытка государственного переворота со стороны высокопоставленных сотрудников органов безопасности региона Амхара. В результате мятежа были убиты глава администрации региона Амхара, начальник генерального штаба ВС Эфиопии и ещё как минимум один генерал эфиопской армии, прокурор региона Амхара Мигбару Кебеде получил тяжёлое ранение. Тем не менее, правительственным войскам удалось подавить попытку госпереворота.
В августе 2019 года в Эфиопии стартовала масштабная реформа экономики, которую инициировали премьер-министр Абий Ахмед Али и вице-премьер Эфиопии Демеке Мыкконын. Иностранным компаниям было разрешено вести бизнес на территории Эфиопии, был ослаблен государственный контроль над экономикой, были приватизированы некоторые крупные сахарные, энергетические и судоходные компании. Основными целями реформы были объявлены развитие предпринимательства в стране, сокращение масштабов бедности в Эфиопии и повышение темпов экономического роста.
В середине октября 2019 года было оглашено решение Нобелевского комитета, премьер-министру Эфиопии была присуждена Нобелевская премия мира за разрешение пограничного конфликта с Эритреей.
В ноябре 2020 года, после долгого политического противостояния, в эфиопском регионе Тыграй вспыхнул вооружённый конфликт между правительственными силами и региональными подразделениями НФОТ, чьё руководство враждебно настроено по отношению к Абию Ахмеду Али и новым эфиопским властям. К концу ноября, после широкомасштабного наступления эфиопской армии и проправительственного ополчения, были взяты крупнейшие города Тыграя — Мэкэле, Адуа, Адди-Грат и др., а лидеры НФОТ бежали в неизвестном направлении. Подробнее см. — Война в Тыграе.
В декабре 2020 года на границе Судана и Эфиопии вспыхнул эфиопо-суданский пограничный конфликт (с 2020). Суданские войска заняли спорные сельскохозяйственные территории в пограничном районе Аль-Фашака, вступив в столкновения с эфиопским проправительственным ополчением. 22 декабря, после переговоров с руководством Судана, Абий Ахмед Али выразил надежду на мирное урегулирование конфликта и демаркацию границы.
4 октября 2021 года Абий Ахмед был переизбран на должность премьер-министра Эфиопии на следующие пять лет.